# Prinsenhof (Roermond)

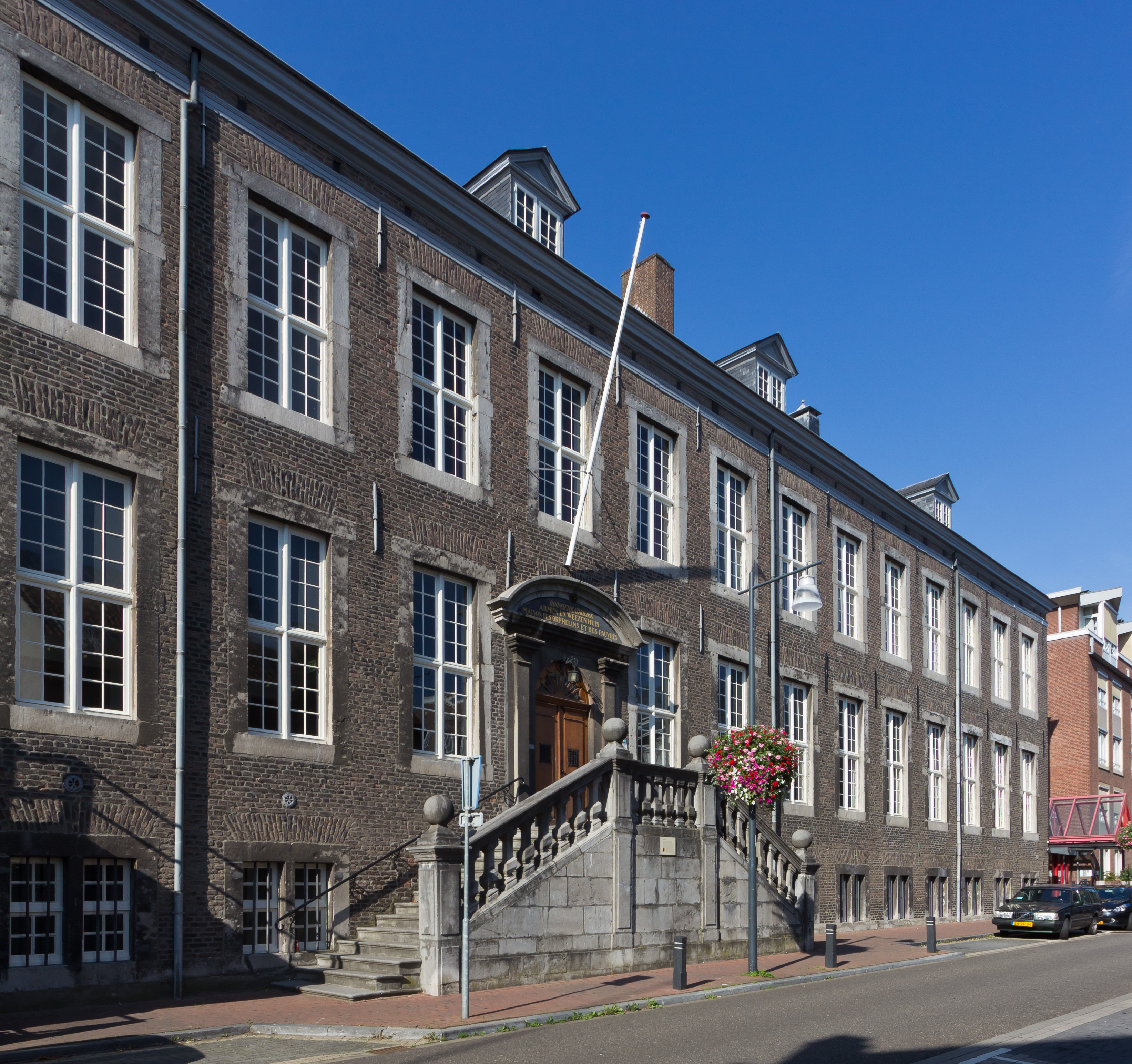
Oostgevel Prinsenhof aan de Pollartstraat

Het voormalig Prinsenhof is een herenhuis in de Nederlandse stad Roermond, gelegen aan Pollartstraat 8.

## Geschiedenis
Het huis was oorspronkelijk een gouvernementspaleis en werd gebouwd in 1683-1686, nadat de voorganger, het Hof van Gelre, door de stadsbrand van 1665 was verwoest. Het ontwerp was vermoedelijk afkomstig van Joseph van Halle. Van 1699-1701 werd het interieur voltooid door Johan Collars. Hier zetelden de Stadhouders van het Overkwartier van Gelre. Na 1702 verviel deze functie echter.
Het gebouw stond leeg en werd in 1741 verkocht aan kanunnik Goswinus de Bors. Deze had in 1738 het Hospitaal-Generael gesticht en verzorgde ook een vestiging in Roermond om de armoede te bestrijden. Hier werden behoeftige wezen en bejaarden gehuisvest. In 1856 werd deze instelling omgedoopt tot r.k. Godshuis. Een legaat van Jonkvrouwe M.L. de Pollart werd gebruikt om er ook een ziekenafdeling te stichten, het Louisahuis (1858). Ook enkele andere gebouwen werden hierbij betrokken, zoals een koetshuis, terwijl naar ontwerp van Jos Cuypers ook een ziekenhuisvleugel werd bijgebouwd (1911-1913). In 1931 verhuisde de ziekenzorg naar het Sint-Laurentiusziekenhuis en werd het complex meer en meer ingericht voor de bejaardenzorg, onder de naam Louisapaviljoen.
In 1965 werd het Prinsenhof gerestaureerd.

## Architectuur
Op de pleingevel is nog het jaartal 1681 en het wapen van Gelre te zien. De ingangspartij toont trappen, de omlijsting van de toegangsdeur omvat een rond fronton en pilasters. Op het fronton is later de tekst aangebracht: ROOMSCHKATHOLIEK ARMEN EN WEEZEN HUIS MAISON DES ORPHELINS ET DES PAUVRES.
Het interieur heeft nog laat-17e-eeuwse plafonds, enkele classicistische schouwen, trappen en 16e-18e-eeuwse portretten.

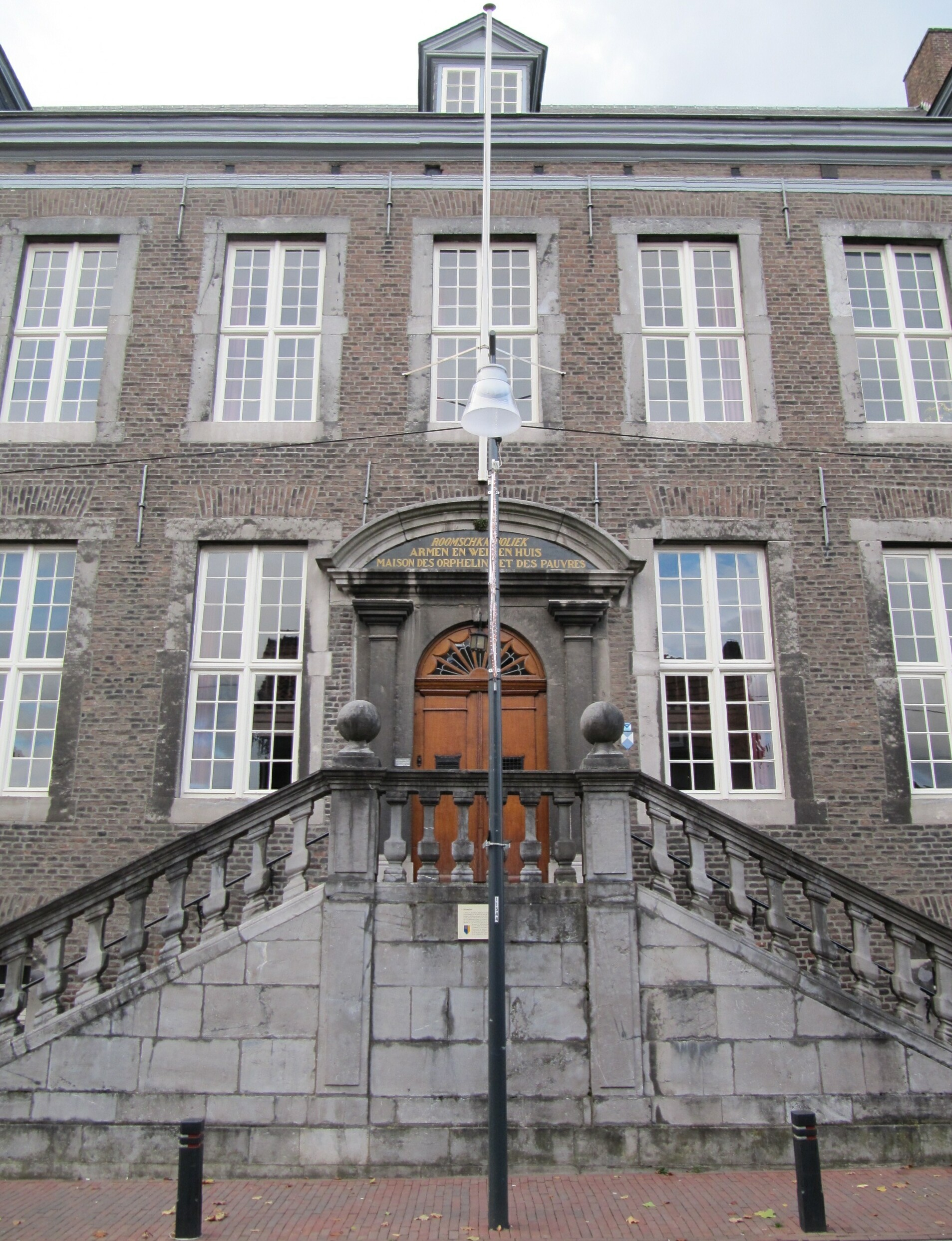
Entree Pollartstraat
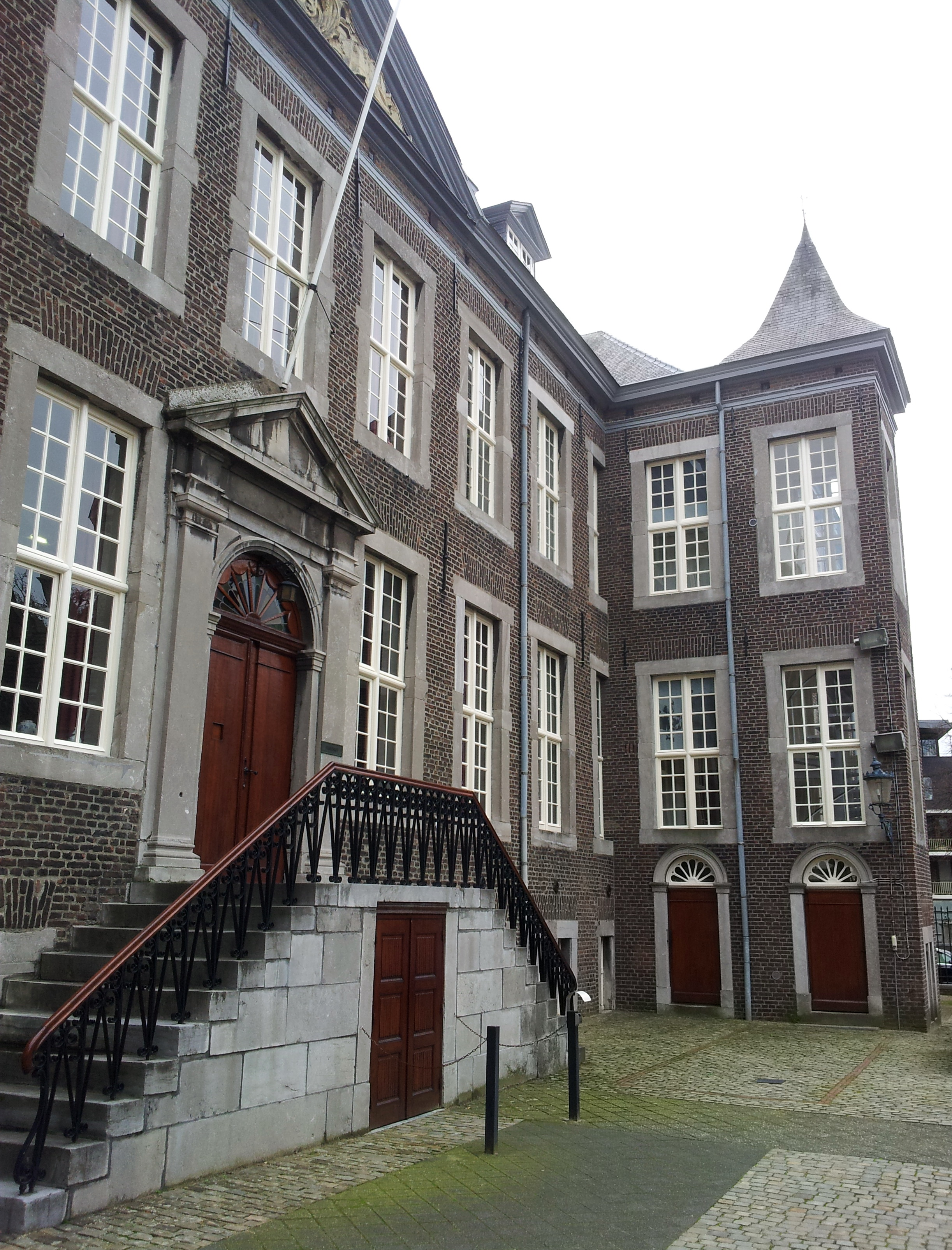
Entree binnenhof en torentje
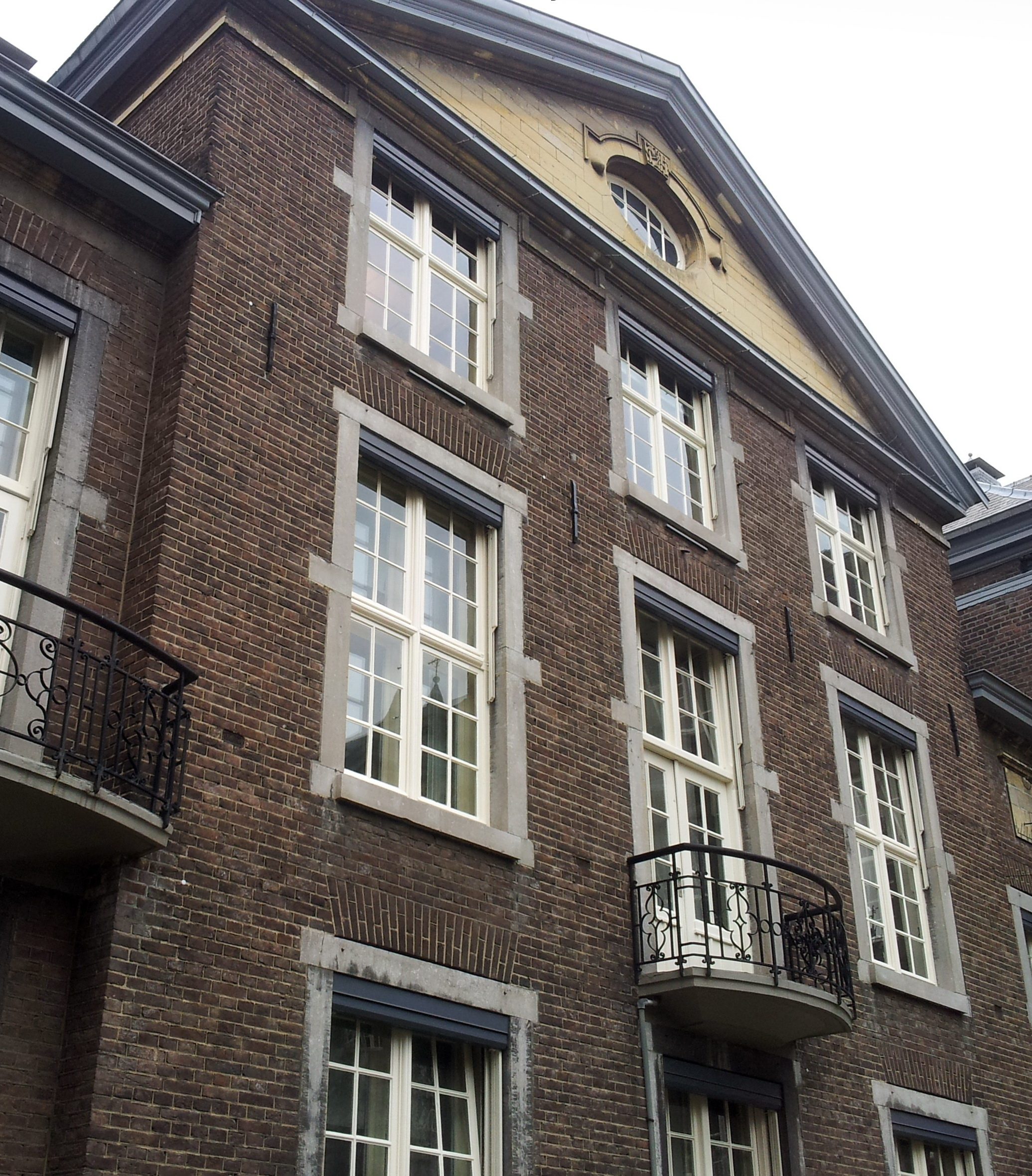
Noordvleugel binnenhof
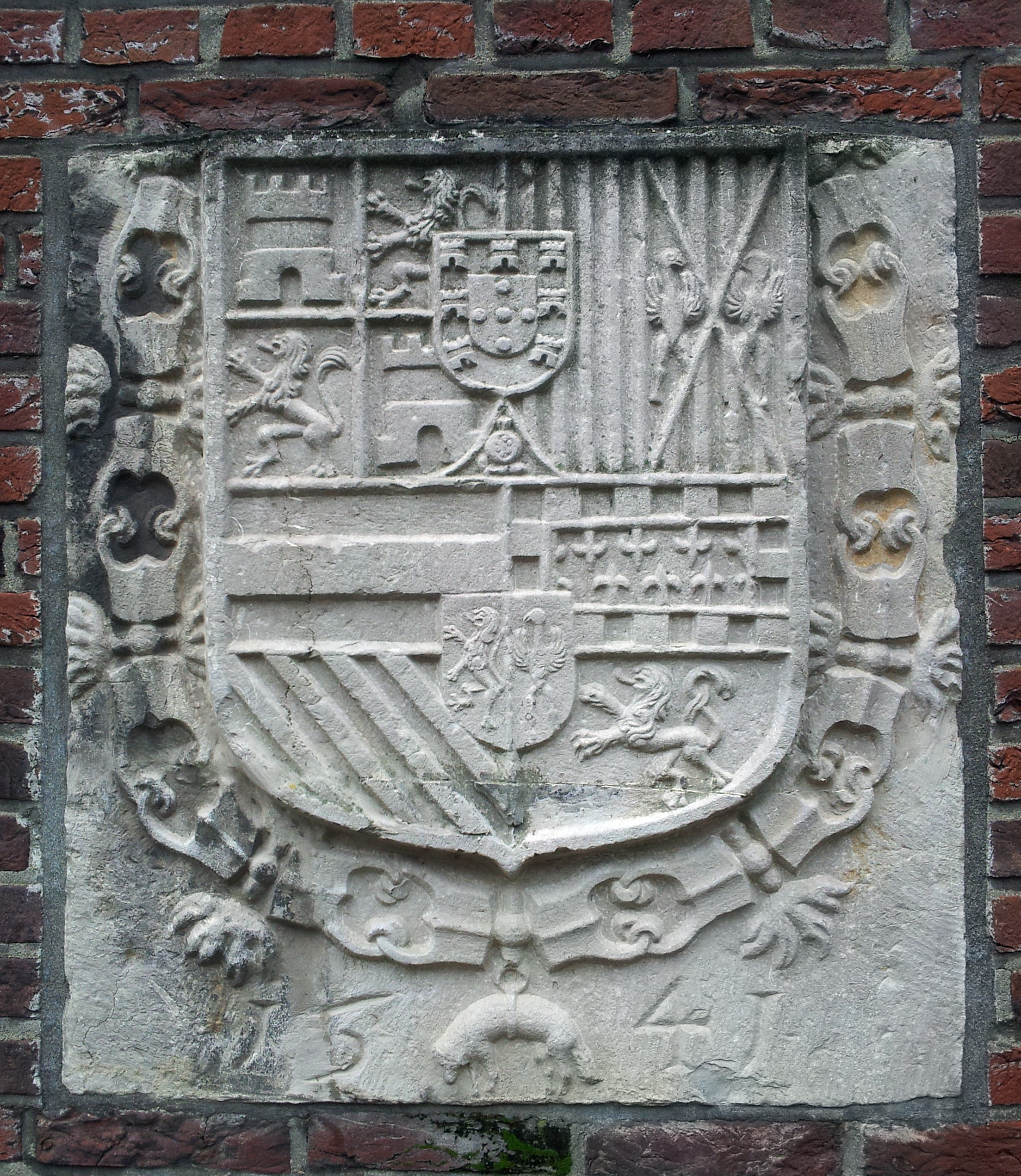
Gevelsteen uit 1541/1641